# Divergencia (biología)
En biología evolutiva, la divergencia se refiere a la discrepancia de características entre diferentes especies o también entre diferentes poblaciones de la misma especie. Las características pueden ser la expresión de órganos, sistemas de órganos, estructuras corporales, procesos fisiológicos o incluso el comportamiento. Cuanto más tiempo estén separadas las poblaciones o especies, mayores serán las diferencias (el grado de divergencia).
La divergencia puede ser provocada por una fuerte competencia. Como resultado, las poblaciones se dividen o las especies competidoras se desplazan a nichos ecológicos diferentes. La adaptación a los nuevos hábitats conduce a la aparición de rasgos modificados. En el caso de las poblaciones separadas, el aumento de la divergencia conduce a la división de las especies en grupos hermanos y, por tanto, a la especiación o formación de nuevas especies, que pueden estar en el punto de partida de nuevas ramas evolutivas (cladogénesis).
A pesar de los desarrollos divergentes, las características siguen siendo comparables debido a la ascendencia común. Esta similitud fundamental se llama homología. Un ejemplo son los huesos de los mamíferos. Los huesos metacarpianos de un caballo, por ejemplo, están doblados hacia arriba, el caballo camina sobre los tres dedos centrales, el meñique y el pulgar están deformados. No obstante, la estructura básica de los huesos de los mamíferos (parte superior del brazo, antebrazo, carpo, metacarpianos, dedos) también puede encontrarse en el caballo.
Lo contrario de la divergencia, es decir, la creciente coincidencia de características en diferentes especies, se llama convergencia o evolución convergente.